# Castrício (conde)
Castrício (em latim: Castricius) foi um oficial romano do século IV, ativo sob o imperador Constâncio II (r. 337–361). Aparece em 354, quando foi cercado em Selêucia Isaura por bandoleiros isauros, na ocasião era um conde dos assuntos militares. O césar Constâncio Galo então enviou Nebrídio com tropas para aliviar a cidade. Possivelmente pode ser associado ao indivíduo citado na epístola 436 (de 355) de Libânio na qual o autor pede para que ajuda fosse prestada a alguém que havia sofrido perdas nas mãos dos rebeldes.